# 우메오카 유미
우메오카 유미(일본어: 梅岡 由美)는 일본의 은퇴한 여자 축구 선수이다.

## 국가대표팀 경력
그녀는 1997년 6월 15일 중국과의 경기에서 일본 국가대표팀에 데뷔했다. 1997년 AFC 여자 축구 선수권 대회 3위. 그녀는 1998년까지 국제 A매치 4경기에 출전했다.

## 통계
| 일본 | 일본 | 일본 |
| 연도 | 출전 | 득점 |
| ---- | ---- | ---- |
| 1997 | 3    | 0    |
| 1998 | 1    | 0    |
| 통산 | 4    | 0    |